# Festa di Santa Maria del Carmine (Avigliano)
La festa di santa Maria del Carmine è la festa religiosa più importante di Avigliano; si tiene ogni anno il 16 luglio dal 1696.

## Storia

### Origini del culto
L'anno 1694 fu caratterizzato da eventi disastrosi: prima una carestia ed in seguito un terremoto devastarono l'intera regione, ma i danni furono lievi ad Avigliano e non vi furono vittime. Tale evento (si parla dell'8 settembre) fu considerato un miracolo della Vergine SS. del Carmine.
Per festeggiare la santa venne eretta una statua della Vergine che sarebbe poi portata ogni 16 luglio dalla cappella sino al paese per poi ritornarvi, e una cappella sulla montagna più alta del territorio, detta Montagnola, che in seguito prese il nome di monte Carmine.

### Il 1719
Da un dattiloscritto, datato 1º gennaio 1910, che si trova nell'Archivio diocesano di Potenza, si apprende che la Vergine SS.ma del Carmine apparve ad una donzella aviglianese che stava sul punto di affogare salvandole la vita, dopo averla tratta in riva si rivelò a lei:
La processione era stata sospesa per via di vari incidenti che vi furono, dove in tali occasioni anche le città vicine venivano coinvolte, dopo tale evento venne decisa di ristabilire l'antica consuetudine.

### Dal 1719 ad oggi
Nel 1985, l'intero mese di maggio fino al giorno 26 furono dedicati a lei con grandi feste.
Nel 1996 in occasione della celebrazione dei tre secoli di culto alla Beata Vergine Maria del Monte Carmelo intervenne il cardinale Kazimierz Świątek, metropolita di Minsk-Mahilëŭ, per via del profondo legame che univa la Bielorussia alla città, che ospitavano durante i mesi estivi i poveri bambini che venivano da quelle terre, dopo il disastro di Černobyl'. Fra gli altri a quelle feste partecipò un inviato di papa Giovanni Paolo II, il cardinale Angelo Sodano e con lui inviava un suo messaggio.
In occasione del Giubileo del 2000, nell'itinerario L'Appia Antica venne inserito anche il Santuario della Madonna del Carmine di Avigliano, e per l'occasione si creò un centro di accoglienza in prossimità del santuario.
Contemporaneamente all'avvio di tale progetto, in considerazione dell'importanza dell'evento, fu ripreso, da un ristrettissimo gruppo di persone, un vecchio sogno consistente nel vedere la chiesa madre di Avigliano elevata al rango di basilica.

## Festa civile
Oltre alla festa religiosa vi è anche la fiera commerciale e spettacoli di vario genere, la cerimonia si conclude con uno spettacolo pirotecnico.